# Castell d'Y Waun
El Castell d'Y Waun (en gal·lès Castell y Waun, en anglès, Chirk Castle) és un castell situat a la població gal·lesa de Y Waun, al comtat de Wrecsam.
L'edifici va ser construït el 1295 per Sir Roger Mortimer, com a part d'una cadena de fortaleses que el rei Eduard I d'Anglaterra va fer bastir en el nord de Gal·les. Guardava la vall del Ceiriog, i esdevingué el centre administratiu dels senyors de la Marca de Chirkland (Swydd y Waun, en gal·lès).
El castell fou comprat per Thomas Myddelton el 1595 per 5.000 lliures. Son fill, Thomas Myddelton of Chirk Castle, va ser un "Roundhead" (parlamentarista) durant la Guerra Civil Anglesa, per passar-se al bàndol reialista durant la Revolta de Cheshire del 1659. Després de la Restauració, el fill d'aquest esdevingué Sir Thomas Myddelton, (primer) Baronet of Chirk Castle.
En els anys 30 del segle xx, el castell fou residència de Thomas Scott-Ellis, 8è baro Howard de Walden, mecenes de l'art i important advocat de la cultura gal·lesa. El tinent-coronel Ririd Myddleton fou Oficial Honorífic de la Casa Reial (Extra Equerry) de la reina Isabel II des del 1952 fins a la seva mort el 1988.
La família Myddelton visqué al castell fins al 2004. En l'actualitat, el castell és propietat del National Trust for Places of Historic Interest or Natural Beauty.

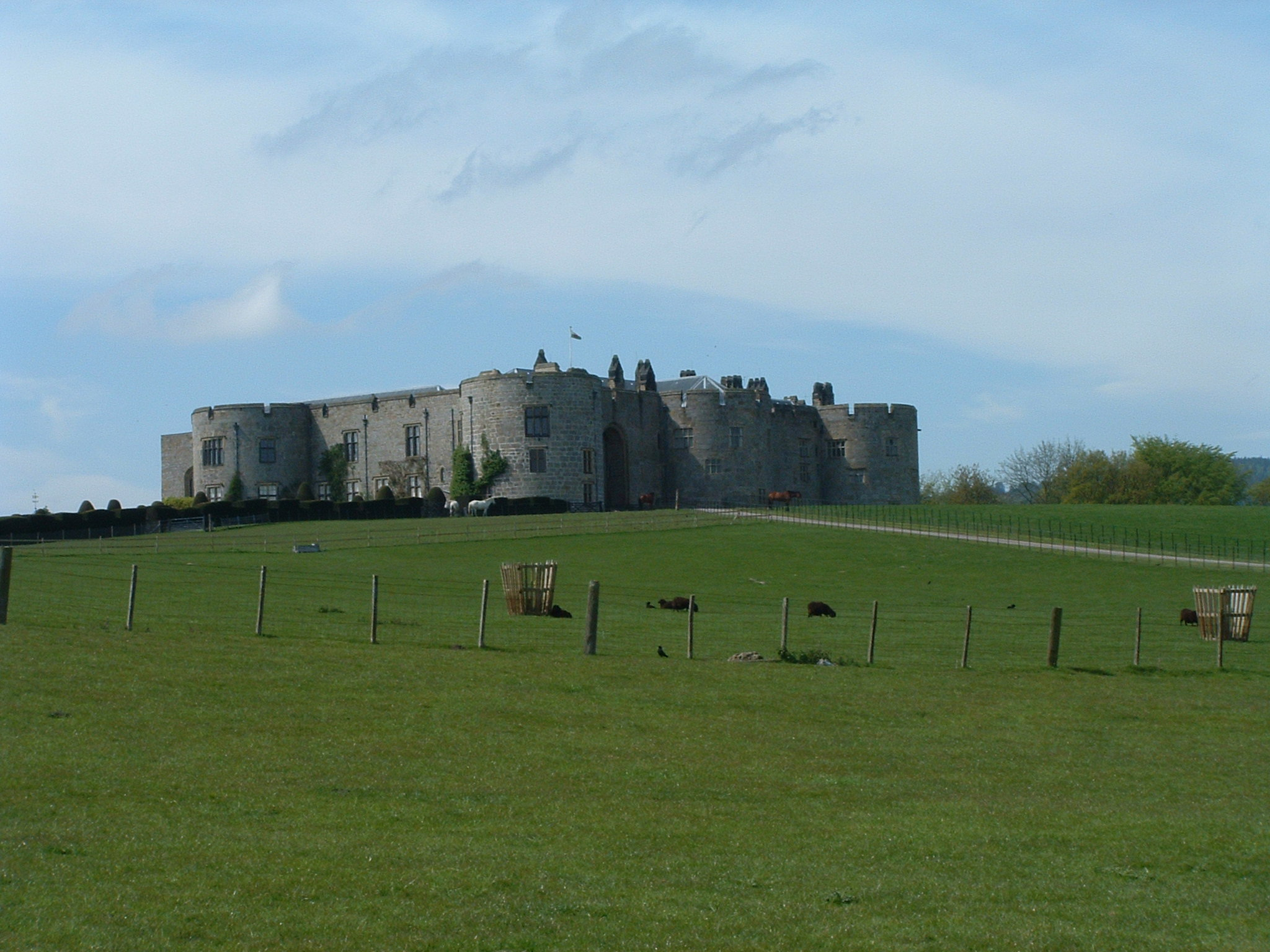
Panoràmica del Castell
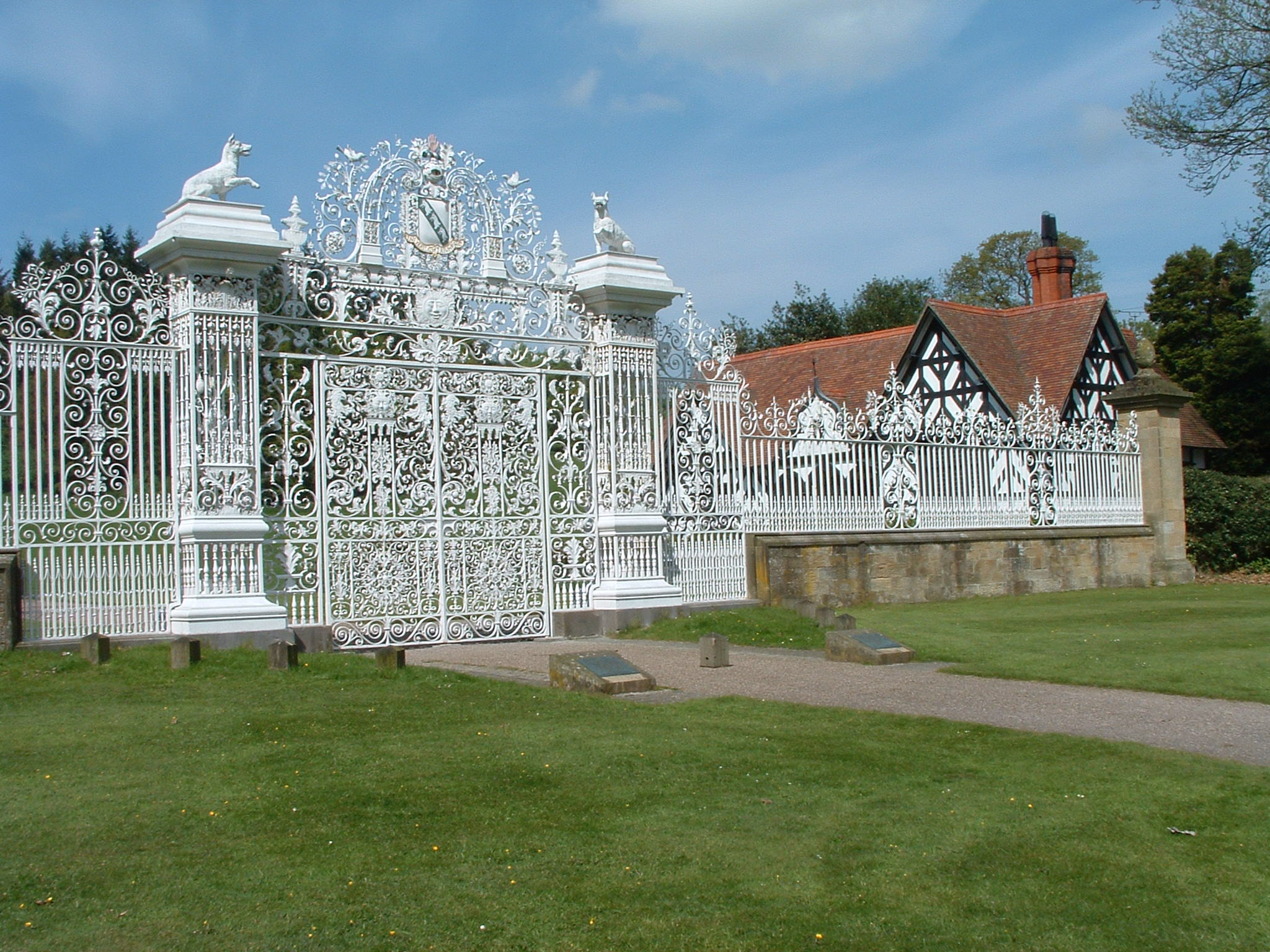
Tanca del castell
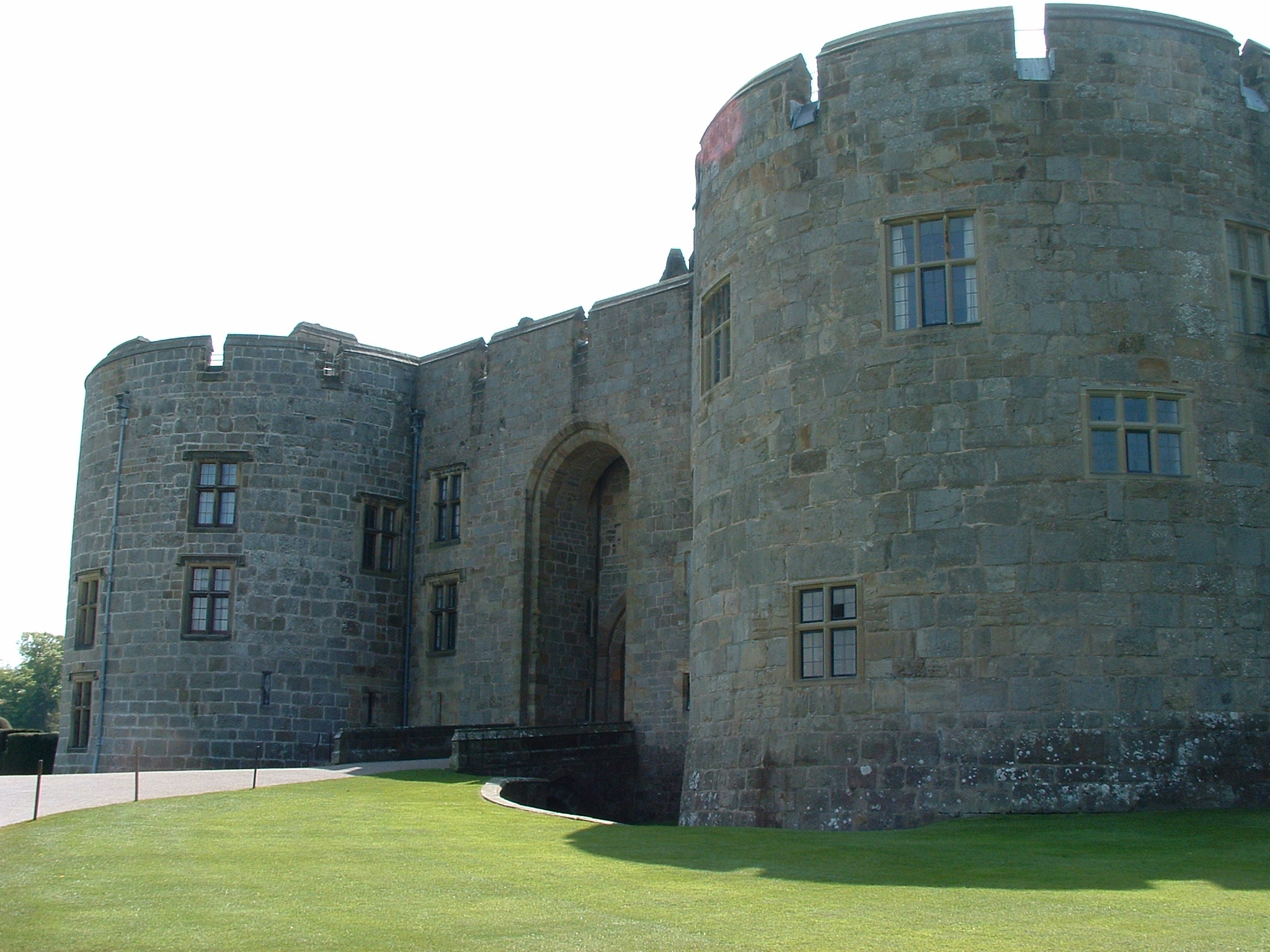
Entrada principal
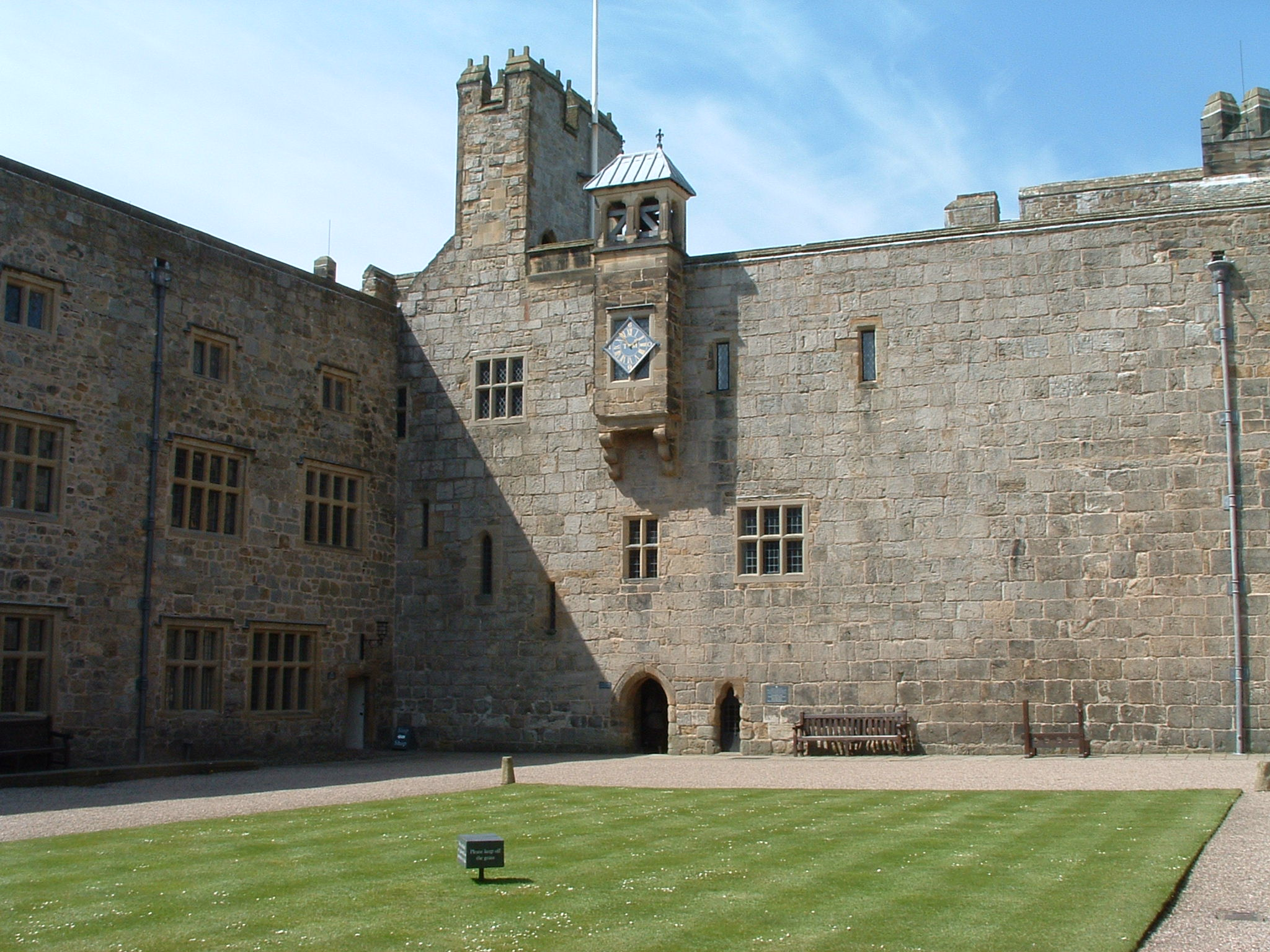
Pati d'armes
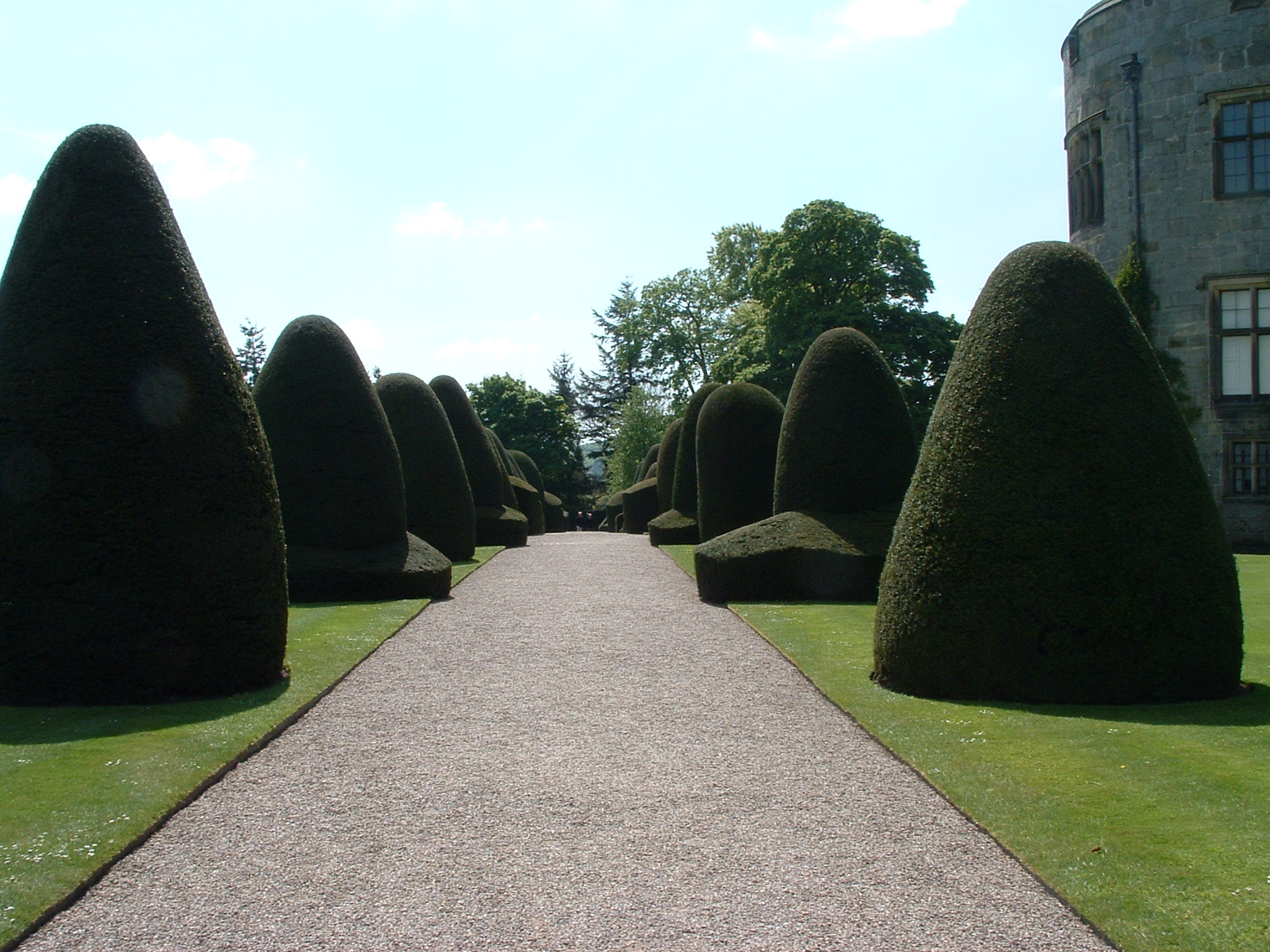
Jardí